# Campsicnemus fulvifacies
Campsicnemus fulvifacies är en tvåvingeart som beskrevs av Hardy och Linda M. Kohn 1964. Campsicnemus fulvifacies ingår i släktet Campsicnemus och familjen styltflugor. Inga underarter finns listade i Catalogue of Life.